# Het (Bible)
Pour les articles homonymes, voir Het.
Het ou Heth est un personnage de la Genèse. Il est le second fils de Canaan, lui-même petit-fils de Noé. Il est l'ancêtre des Hethéens, l'une des sept tribus du pays de Canaan évoquées dans le Deutéronome.
Certains identifient les Hethéens aux Hittites, et d'autres aux Hattis.
Au chapitre 23 de la Genèse (parashat Hayei Sarah), Abraham achète à Hébron (« Ephron le Hethéen »), le champ où se trouve la caverne de Makhpela (se trouvant aujourd'hui dans le Tombeau des Patriarches) où il ensevelit son épouse Sarah, et constitue ainsi un sépulcre familial.